# カオス (甲斐よしひろのアルバム)
『カオス』は、1989年にリリースされた甲斐よしひろの2枚目のオリジナル・アルバム。正式タイトルは『カオス KAI YOSHIHIRO II』。

## 背景
前作『ストレート・ライフ』から1年10ヶ月ぶりにリリースしたオリジナル・アルバム。
2003年にユニバーサルミュージックより、デジタルリマスター盤『カオス（+2）』としてボーナス・トラックを追加収録し再発売された。

## 音楽性
6曲目の「THANK YOU」は、1987年に明石家さんまへ提供した「サンキュー」のセルフカバー。

## 収録曲

### アナログ盤
| 全作詞・作曲: 甲斐よしひろ（特記以外）、全編曲: 椎名和夫。 |                              |                           |                           |      |
| #                                                          | タイトル                     | 作詞                      | 作曲・編曲                | 時間 |
| 1.                                                         | 「インジュリィタイム」       | 甲斐よしひろ （特記以外） | 甲斐よしひろ （特記以外） | 4:28 |
| 2.                                                         | 「カオス (August in 1998)」  | 甲斐よしひろ （特記以外） | 甲斐よしひろ （特記以外） | 3:56 |
| 3.                                                         | 「WORD」                     | 甲斐よしひろ （特記以外） | 甲斐よしひろ （特記以外） | 4:29 |
| 4.                                                         | 「レッドスター」             | 甲斐よしひろ （特記以外） | 甲斐よしひろ （特記以外） | 4:46 |
| 5.                                                         | 「ミッドナイト・プラスワン」 | 甲斐よしひろ （特記以外） | 甲斐よしひろ （特記以外） | 4:34 |
| 合計時間:                                                  | 合計時間:                    | 22:13                     |                           |      |

| #         | タイトル                                          | 作詞  | 作曲・編曲 | 時間 |
| --------- | ------------------------------------------------- | ----- | ---------- | ---- |
| 1.        | 「THANK YOU」                                     |       |            | 4:22 |
| 2.        | 「コールドルーム」                                |       |            | 4:49 |
| 3.        | 「不思議な夢」(作詞・作曲: 柴野未知、藤原秀樹)    |       |            | 4:36 |
| 4.        | 「I.L.Y.V.M. (アイ・ラブ・ユー・ベリー・マッチ)」 |       |            | 4:42 |
| 5.        | 「波」                                            |       |            | 5:21 |
| 合計時間: | 合計時間:                                         | 23:50 |            |      |

### カオス (+2)
| 全作詞・作曲: 甲斐よしひろ（特記以外）、全編曲: 椎名和夫。 |                                                   |                          |                          |      |
| #                                                          | タイトル                                          | 作詞                     | 作曲・編曲               | 時間 |
| 1.                                                         | 「インジュリィタイム」                            | 甲斐よしひろ（特記以外） | 甲斐よしひろ（特記以外） | 4:28 |
| 2.                                                         | 「カオス (August in 1998)」                       | 甲斐よしひろ（特記以外） | 甲斐よしひろ（特記以外） | 3:56 |
| 3.                                                         | 「WORD」                                          | 甲斐よしひろ（特記以外） | 甲斐よしひろ（特記以外） | 4:29 |
| 4.                                                         | 「レッドスター」                                  | 甲斐よしひろ（特記以外） | 甲斐よしひろ（特記以外） | 4:46 |
| 5.                                                         | 「ミッドナイト・プラスワン」                      | 甲斐よしひろ（特記以外） | 甲斐よしひろ（特記以外） | 4:34 |
| 6.                                                         | 「THANK YOU」                                     | 甲斐よしひろ（特記以外） | 甲斐よしひろ（特記以外） | 4:22 |
| 7.                                                         | 「コールドルーム」                                | 甲斐よしひろ（特記以外） | 甲斐よしひろ（特記以外） | 4:49 |
| 8.                                                         | 「不思議な夢」(作詞・作曲: 柴野未知、藤原秀樹)    | 甲斐よしひろ（特記以外） | 甲斐よしひろ（特記以外） | 4:36 |
| 9.                                                         | 「I.L.Y.V.M. (アイ・ラブ・ユー・ベリー・マッチ)」 | 甲斐よしひろ（特記以外） | 甲斐よしひろ（特記以外） | 4:42 |
| 10.                                                        | 「波」                                            | 甲斐よしひろ（特記以外） | 甲斐よしひろ（特記以外） | 5:21 |
| 11.                                                        | 「カオス (FIRST LYRIC VERSION)」(Bonus Track)     | 甲斐よしひろ（特記以外） | 甲斐よしひろ（特記以外） | 3:55 |
| 12.                                                        | 「I.L.Y.V.M. No-3 (SINGLE VERSION)」(Bonus Track) | 甲斐よしひろ（特記以外） | 甲斐よしひろ（特記以外） | 4:35 |
| 合計時間:                                                  | 合計時間:                                         | 54:33                    |                          |      |